# Symbole des Christentums
Symbole des Christentums sind Symbole verschiedener Art, die durch bestimmte geschichtliche Ereignisse, biblische oder mythische Erzählungen und sprachliche Ähnlichkeiten einen besonderen Bezug zum Christentum erlangt haben. Sie können entweder ausschließlich im christlichen Bereich ihre symbolische Bedeutung haben oder auch in anderen Bereichen.

## Wichtige christliche Symbole

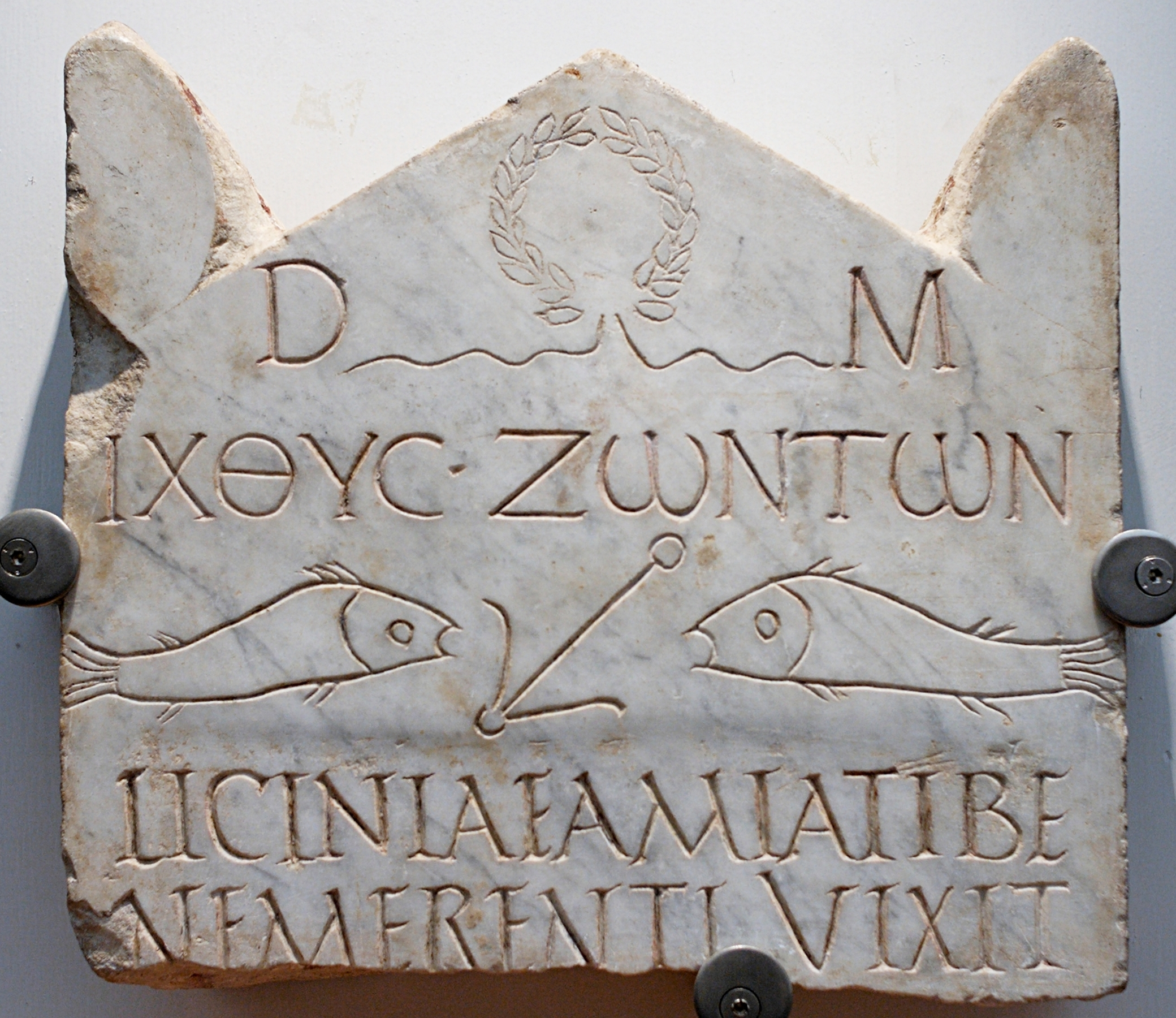
Eine der ältesten christlichen Inschriften, sie zeigt die Symbole Fische und Anker und die Inschrift ΙΧΘΥC ΖΩΝΤΩΝ (Der Fisch der Lebenden) als Glaubensbekenntnis

- Das Kreuz ist das wichtigste Symbol des Christentums, weil es an den Kreuzestod Jesu und damit an das zentrale Element des christlichen Glaubens erinnert. So ist es fast in jeder Kirche an mehreren Orten und in verschiedenen Ausführungen zu finden, vom Altarkreuz bis zum kreuzförmigen Grundriss der Kirche.
- Der Fisch (Ichthys) galt schon bei den Urchristen als Erkennungszeichen, weil jeder Buchstabe des griechischen Wortes für Fisch (ἰχθύς) zugleich der Anfangsbuchstabe eines Wortes ist, sodass sich ein Glaubensbekenntnis ergibt; IΗΣΟΎΣ ΧΡΙΣΤΌΣ ΘΕΟΎ ΥΙΌΣ ΣΩΤΉΡ („Jesus Christus, Gottes Sohn, Erlöser“). Auch heute dient der Fisch vielfach wieder als Erkennungszeichen von Christen, zum Beispiel in Form von Autoaufklebern oder T-Shirt-Aufdrucken.
- Das Alpha und Omega dient als Symbol des allumfassenden Gottes und hat seinen Ursprung in der Offenbarung des Johannes, wo Christus als „das Alpha und das Omega, der Erste und der Letzte, der Anfang und das Ende“ bezeichnet wird.
- Das Christusmonogramm gilt ebenfalls speziell als Symbol für Jesus Christus, da die griechischen Buchstaben XP zugleich die Anfangsbuchstaben des Wortes Χριστός („Christus“) sind. Es erscheint häufig in Verbindung mit dem Alpha und Omega.
- Der Anker bzw. das Ankerkreuz – ein Symbol für Hoffnung und Zuversicht, dass die kraft- und haltgebende Wirkung des Wortes und der Liebe Gottes widerspiegelt, ist somit auch ein Symbol für Treue und Beständigkeit. (vgl. Hebräerbrief 6:18 f.)
- IHS, auch ihs/ IHC/ ihc, sind meist monogrammartige Kurzformen des Namens Jesu (Nomina sacra) und leiten sich von dessen ersten drei griechischen Großbuchstaben ab, wobei das Sigma durch ein lateinisches S oder C und das Iota durch I oder J ersetzt wird. Es wird außerdem oft mit einem Kreuz über dem H oder Querstrich im h dargestellt.
- Das Auge der Vorsehung, auch allsehendes Auge, meist mit einem Dreieck umschlossen, gilt als Symbol für die Trinität und die allmächtige Kraft Gottes.
- Das Palmwedel stehen symbolisch für die Auferstehung und das ewige Leben – für den Triumph über die Sünde und den Tod. In der biblischen Erzählung vom Einzug Christi in Jerusalem wird er als Messias mit Palmzweigen gehuldigt.

Daneben haben auch Ikonographische Heiligenattribute symbolische Aussagekraft. Christliche Symbole haben auch Eingang in die Heraldik gefunden, siehe Christliche Symbole in der Heraldik.

## Vorkommen und Verwendungsmöglichkeiten
Die meisten christlichen Symbole kommen innerhalb von Kirchenräumen vor, entweder als eigenständige Objekte (z. B. Kruzifix) oder in Verbindung mit anderen liturgischen Gegenständen oder Kunstwerken (z. B. Bilder). Teilweise existieren Bildwerke, beispielsweise aus der Renaissance, die nur noch aufgrund eingestreuter christlicher Symbole als eigentlich christliche Bilder zu erkennen sind. So bot sich dem im Auftrag der Kirche arbeitenden Künstler die Möglichkeit, das Motiv seines Bildes weitgehend frei – auch ohne Bezüge zum Christentum – zu gestalten, und es lediglich durch das Einbringen einiger christlicher Symbole dem religiösen Zweck anzupassen.

## Auf Grabsteinen
Viele christliche Symbole werden häufig auf Grabsteinen abgebildet, um so dem Verstorbenen eine Botschaft mitzugeben. Neben den oben dargestellten Symbolen sind einige oft verwendete Symbole:
BaumDer Baum ist das Symbol für die Auferstehung und Unsterblichkeit, da bei einem Baum jedes Jahr neue Knospen wachsen. Er ist zudem ein Zeichen des Friedens und des Segens.
EngelDer Engel ist der Bote Gottes und die Menschen sehen einen Engel als Halbgott an. Aufgrund der Übermittlung von erfreulichen Nachrichten oder der Warnung vor negativen Ereignissen ist er ein Schicksalsbote. Er gilt als Tröster, Beschützer und Helfer, zum Beispiel in Form eines Schutzengels.
Ginkgo-BlattDas Ginkgo-Blatt gilt als ältestes Fossil der Erde und ist somit ein Symbol des ewigen Lebens.
Betende HändeDie betenden Hände sind ein Zeichen für das Vertrauen in Gott. Sie verkörpern die Gebete und Fürbitten, die die Angehörigen für den Verstorbenen beten.
HerzDas Herz symbolisiert Zuneigung und Liebe, bis über den Tod hinaus.
KerzeDie Kerze bringt Licht und damit Leben. In Verbindung mit dem ewigen Licht verkörpert es die Anwesenheit Gottes. Gleichzeitig ist die Kerze ein Symbol für die Vergänglichkeit. Im Volksglauben gilt die Kerze als Mittel zur Abwehr von Geistern und Dämonen.
LilieDie Lilie symbolisiert die Reinheit und Unschuld, vor allem in ihrer weißen Form. Zudem ist sie ein Zeichen für den Auserwählten.
RoseDie Rose gilt als Zeichen für die (über den Tod hinausgehende) Liebe, Schönheit und Reinheit. Aufgrund ihrer Dornen steht sie auch für das Leiden.
TaubeDie Taube ist ein Zeichen des Friedens und der Freiheit. In Form der weißen Taube bedeutet sie Reinheit. Außerdem steht sie auch häufig für den Heiligen Geist und damit der Anwesenheit Gottes.
WasserDas Wasser ist ein Symbol der Reinigung von den Sünden. Ohne Wasser gibt es kein Leben, daher ist Wasser die Quelle des Lebens und das Lebenselixier.